# Esclavage du XVIe au XVIIIe siècle
Alors que l'esclavage recule en Europe sans toutefois disparaître, il prend son essor dans les colonies européennes établies sur le continent américain. Dès la fin du XVe siècle, pour son deuxième voyage Christophe Colomb emporta en Amérique les premiers esclaves. Au XVIe siècle, la culture de la canne à sucre au Brésil entraîna les premières déportations massives. L'époque moderne est donc marquée par la traite transatlantique et le commerce triangulaire, en même temps que par l'ébauche du mouvement abolitionniste sous les Lumières.

## XVIeetXVIIesiècles

### Europe
Charles Quint, après avoir codifié l'esclavage, s'était ravisé et l'avait interdit sur ses terres dès 1526 sous peine de lourdes amendes. L'esclavage domestique demeure présent dans les régions méditerranéennes jusqu'au XVIe siècle : plus ou moins disparu au nord des Alpes, le nombre d'esclaves augmente en Catalogne et en Italie entre le XIIIe et le XVe siècle. Sont réduits en esclavage surtout des individus capturés au nord de la mer Noire, où la colonie génoise de Caffa représente la plaque tournante du trafic d'esclaves. De nombreuses femmes esclaves sont amenées en majorité en Italie et sur les grandes îles méditerranéennes (Crète, Sicile, Majorque, Chypre), où elles trouvent leur place dans le service domestique.
De plus les Turcs ottomans et autres musulmans lançaient régulièrement des attaques sur les côtes européennes et sur les vaisseaux des pays chrétiens, pour ramener des esclaves.
Pendant cette période un peu plus d'un million d'Européens furent réduits en esclavage.

### Afrique et Asie
La colonie du Cap (Afrique du Sud actuelle) importait des esclaves venant de Madagascar et d’Indonésie à partir du XVIIe siècle. 
Elle reçut environ 4 300 esclaves entre 1652 et 1795. De 1795 à 1807, le trafic s’éleva à 200 ou 300 esclaves par an. On estime au total que 20 000 à 50 000 esclaves ont été importés. Ces esclaves étaient employés essentiellement dans les activités agricoles, mais aussi dans les bordels de la colonie du Cap. Ils se révoltèrent par deux fois en 1808 et en 1825. L’esclavage ne fut aboli qu’en  1834 dans la colonie du Cap.
La VOC organisait la traite pour les plantations de muscade à Sulawesi et des mines d’or de Sumatra

### Amérique latine
Dès 1503, l'autorisation est donnée au gouverneur de Saint-Domingue de faire venir des esclaves africains. Au XVIe siècle, des compagnies d’hommes de guerre espagnols faisaient le trafic des Amérindiens revendus à Cuba ou Hispaniola. Les Espagnols passaient des contrats (asiento) avec des compagnies étrangères qui se chargeaient de faire venir les Africains ; le premier fut passé en 1517.
La Couronne espagnole hésita sur la position à tenir face à l'esclavage. D'un côté elle condamnait l'esclavage des Amérindiens, mais l'autorisait de l'autre lorsqu'il s'agissait des Taïnos anthropophages. L'esclavage était possible dans le cadre d’une « guerre juste ». Les bulles pontificales Sublimus Dei (29 mai 1537) et Veritas ipsa du pape Paul III (2 juin 1537) condamnent l'esclavage des Amérindiens ainsi que « toute mise en doute de la pleine humanité de ceux-ci ». Cela n'a pourtant pas été appliqué dans les Antilles sous domination des Espagnols.
Les esclaves noirs travaillaient dans les villes comme domestiques, dans les plantations et les mines. 
Le travail forcé fut aboli dans les colonies d'Amérique latine à la fin du XVIIIe siècle.  Pourtant, il reste 800 000 esclaves dans l’Amérique espagnole vers 1800, essentiellement dans les Antilles. En 1818, 1 887 050 Noirs vivaient au Brésil sur une population totale de 3 617 000 habitants.

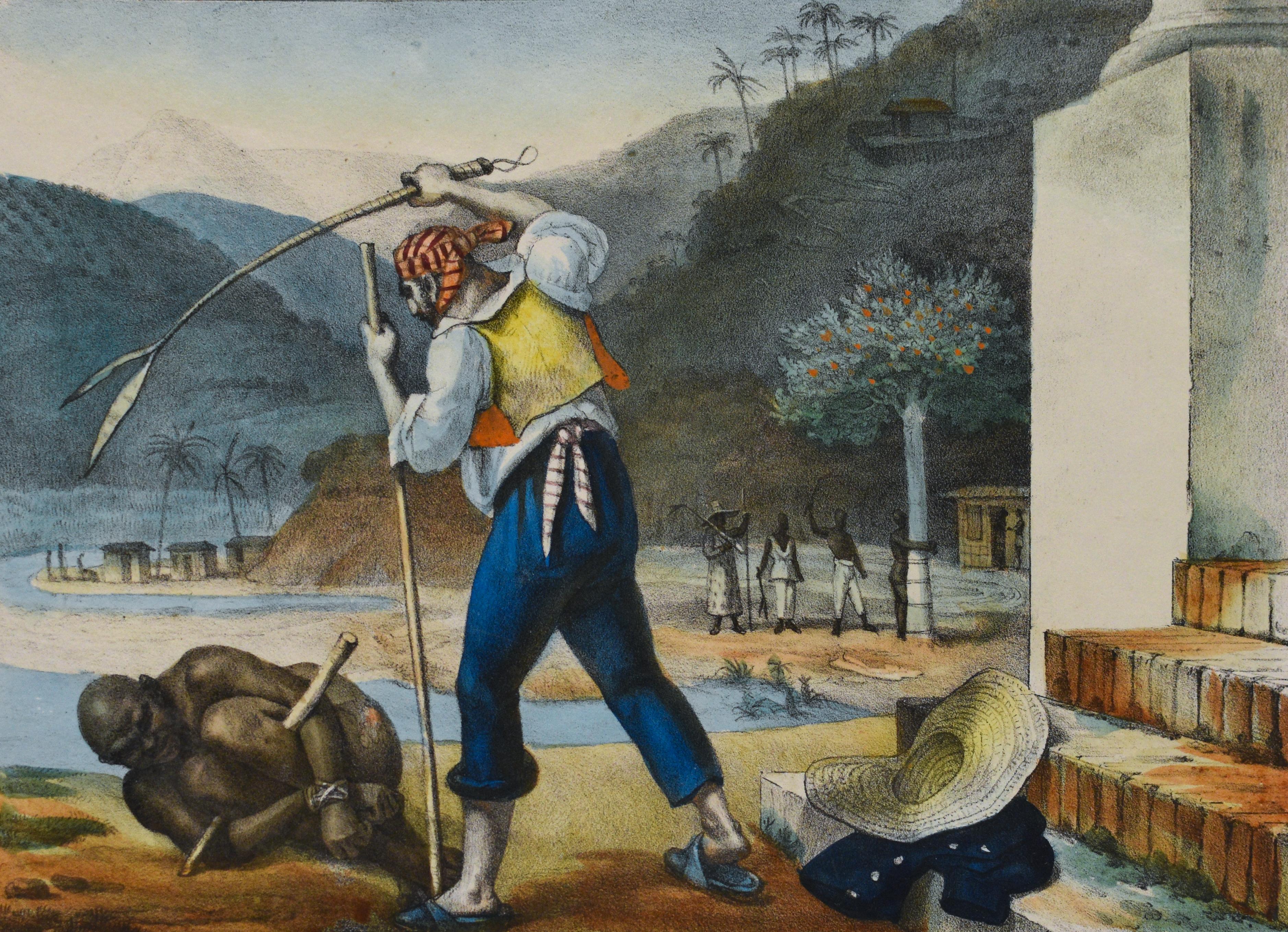
Esclavage au Brésil

Au Paraguay, les Jésuites s'opposent aux esclavagistes espagnols et portugais par le système de missions appelées réductions. (cf. le film Mission)
1550 : Controverse de Valladolid opposant le dominicain Bartolomé de Las Casas qui défend la cause des "indiens" au philosophe Sepulveda qui conteste le caractère humain de leur âme. Cette controverse est à l'origine, non de la naissance mais de la généralisation de la Traite des Noirs vers l'Amérique.
Certains des esclaves indociles s'enfuient à l'occasion. Ceux qui arrivent à se regrouper hors d'atteinte du pouvoir colonial sont nommés « marrons » (de l’espagnol cimarrón « esclave en fuite »). Par endroits leur descendance a formé de vrais peuples tels les Bonis, Boschs, Djukas et Saramacas de Guyane, les Garifunas de l'île Saint-Vincent (Antilles).
Les premiers esclaves africains arrivent à Cuba en 1513, deux ans après l'arrivée des Espagnols, ou en 1521, selon les sources. Mais leur nombre progresse peu, faute de culture à grande échelle du sucre. L'Espagne ne possédait pas de comptoirs de traite en Afrique, par respect pour le traité de Tordesillas, et concédait ou vendait à des particuliers des licences d'importation, l'Asiento, pour des quantités très variables. En 1763, il n'y avait pas plus de trente-deux mille esclaves dans toute l'île. La culture sucrière, sans être négligeable, était très loin du niveau des colonies françaises comme Saint-Domingue ou anglaises comme la Jamaïque. Après la longue guerre qui dure de 1791 à 1803 contre les esclaves noirs beaucoup de propriétaires blancs de Saint-Domingue fuient à Cuba où ils apportent capitaux et savoir-faire. De 1792 à 1860, on introduit à Cuba plus de sept cent vingt mille esclaves, plus qu'au cours des deux siècles précédents.
À Cuba, l’esclavage est aboli en 1880. Les esclaves sont principalement des Yorubas de l'Ouest du Nigeria, (appelés Lucumí à Cuba, ce qui veut dire « Mon ami » en yoruba, et aussi Nago ou Anango), Bantous du Kongo ou Bakongos du Congo et de République démocratique du Congo, Arará, groupe kwa : Fons du Dahomey (actuel Bénin) et Nigeria, Ewes ou Eoué du Ghana et du Togo, Abakuá (ou abakwa, surnommés à Cuba nañigos), Carabalí de Calabar (Sud du Nigeria), Mandingues du Ghana, Efik de Dahomey, Bríkamo, Ejaghams, Ibibios, et autres ethnies du Sénégal, Angola, Liberia. Les esclaves seront convertis au christianisme.
Avec l’importation des esclaves noirs africains, Cuba connaît un essor considérable. En 1762, les Britanniques occupent La Havane pendant neuf mois, l'ouvrent au commerce international, et y importent des milliers d'esclaves, puis rendent Cuba aux Espagnols contre la Floride, à l'issue du traité de Paris, signé en 1763. Les années qui suivent permettent à l’île de se développer. La population s’accroît de manière significative, passant de 273 000 en 1791 à plus d’un million en 1840. En 1825, l’île dénombre 46 % de Blancs, 18 % de non-Européens libres (métis) et 36 % d’esclaves, alors qu’aujourd’hui elle est peuplée de 51 % de métis, 37 % de Blancs et de 11 % de Noirs. Beaucoup de métis sont issus de rapports "extraconjugaux » entre les maîtres blancs et leurs esclaves noires.

## Le commerce triangulaire et le «bois d'ébène»

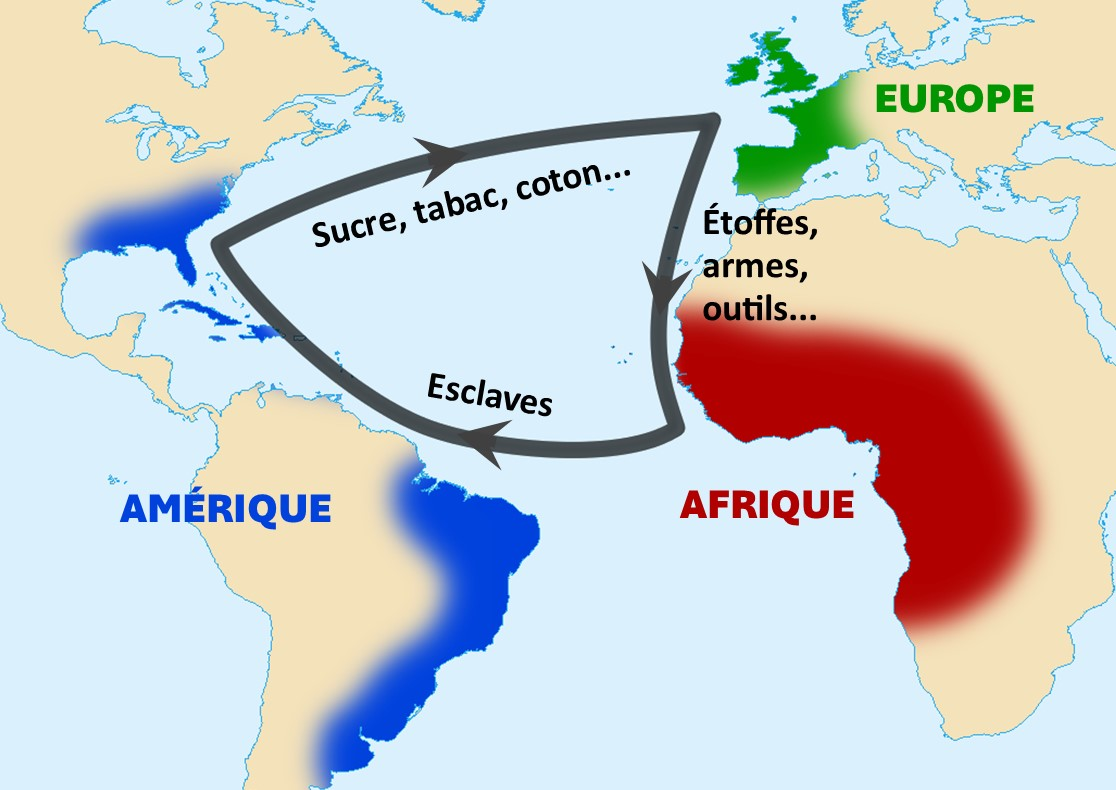
Le commerce triangulaire fut la base économique de développement des plantations dans les colonies des Amériques, aux Caraïbes comme dans les États sudistes nord-américains. Le chemin des marchands d'esclaves partait des ports atlantiques ; ils échangeaient des produits manufacturés contre du bois d'ébène et les revendaient pour les plantations. Les nations principales le pratiquant étaient l'Angleterre, le Portugal, la Hollande, la France.

L'esclavage de type colonial apparait au milieu du XVe siècle, lorsque les Portugais, sous la direction d'Henri le Navigateur, capturent ou achètent des captifs africains pour les déporter vers leurs colonies de Madère et du Cap Vert. Cette traite est autorisée en 1455 par le Pape Nicolas V. 
La découverte du Nouveau Monde marque l'essor de l'esclavage et le coup d'envoi de la traite transatlantique. Les nations européennes, en particulier le Portugal, la France, la Hollande et l'Angleterre, se lancent dans le commerce triangulaire entre des ports de l'Europe, le golfe de Guinée et les Amériques (Brésil, Antilles). La motivation première des négriers est économique et l'esclave noir est considéré comme une marchandise.
Par ce système, les négriers européens viennent s'approvisionner en esclaves sur les côtes africaines. Ils s'assurent la collaboration des rois ou chefs locaux, à qui ils apportent d'Europe de la verroterie, des alcools, des tissus, des outils et des armes. Rapidement ils obtiennent des concessions pour y bâtir des ports et des forts réservés à ce seul commerce. Ils transportent ensuite les cargaisons d'esclaves ainsi obtenues vers les Amériques, et avec le produit de leurs ventes y achètent (ou échangent) tabac, indigo, coton, sucre, rhum et retournent en Europe. Ainsi recommencent-ils leur périple chaque année si les naufrages et les combats ne les en empêchent.
La traite atlantique s'accompagne de la création d'un nouveau type d'esclave : c'est le statut de « bois d'ébène ». Le bois d'ébène est considéré comme un bien délicat. Comme tout bien, son propriétaire peut l'assurer afin d'être indemnisé en cas de décès. Comme un pater familias, un maître a droit de vie et de mort sur ses esclaves, étant  autorisé en cela par un ensemble de dispositifs aussi bien religieux, juridiques que moraux. Cette réification du bois d'ébène autorise son propriétaire à  infliger à ses esclaves les pires sévices sous n'importe quel prétexte: rébellion, simple résistance...

## Une spécificité française: le code noir

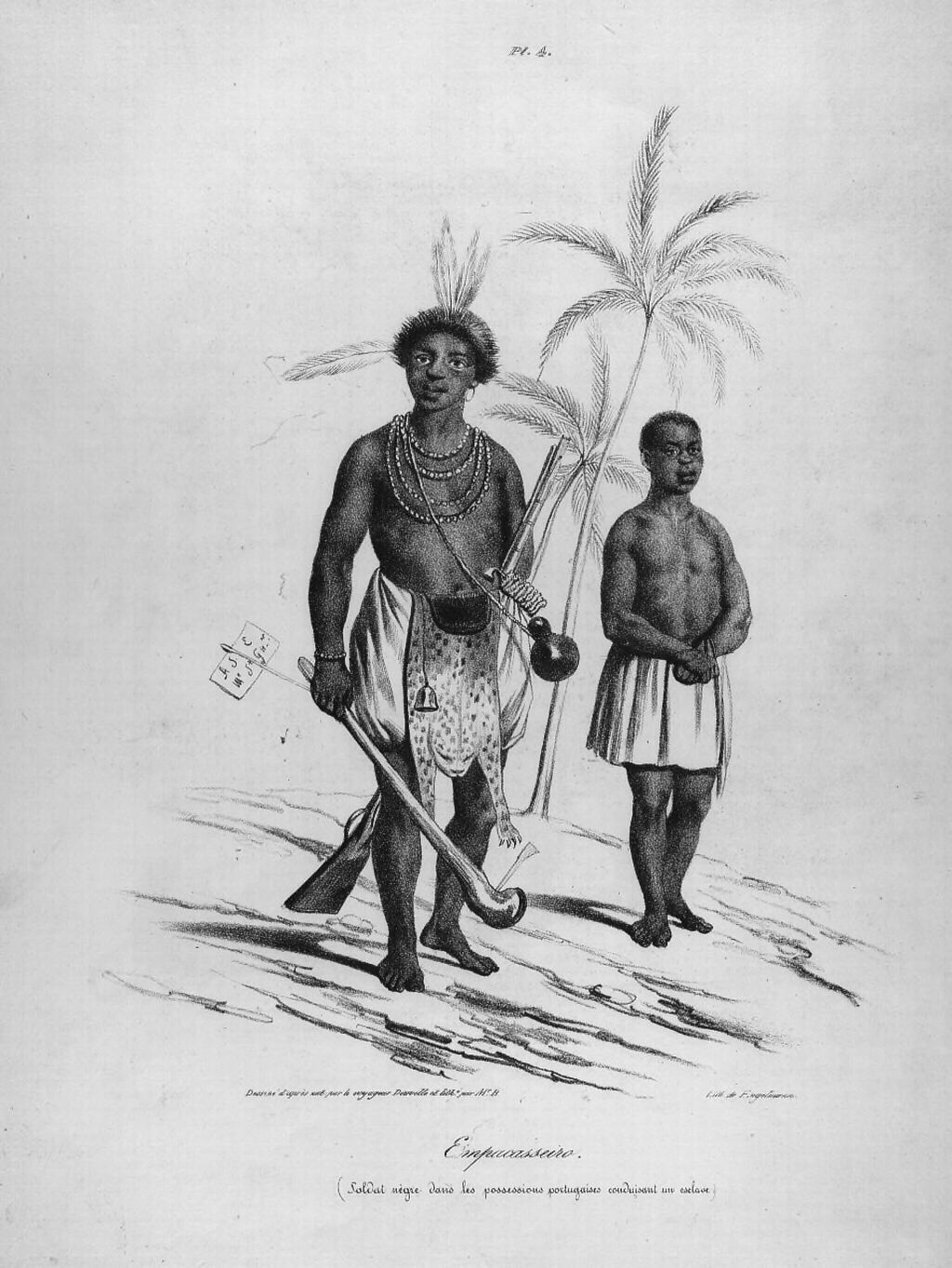
Estampe représentant un soldat et son esclave, Afrique équatoriale, dans les années 1830

En 1642, le roi Louis XIII de France  autorise l'esclavage dans les Antilles françaises. En 1685, son fils Louis XIV promulgue le « code noir », réglementant le traitement des esclaves et des « marrons » dans les Antilles françaises. C'est le premier texte de ce type depuis les conciles chrétiens du VIe siècle, qui avaient vu une abolition de fait de l'esclavage, avec le rôle traditionnel dévolu à sainte Bathilde. Il fut durci en 1724 sous le règne de Louis XV. 
Ce code règle le statut de l'esclave. En particulier, il déclare « les esclaves être meubles » (article 44). Certains articles protègent partiellement l'esclave, par exemple en imposant le baptême et le mariage chrétiens, en interdisant le travail dominical et pendant les jours fériés à caractère religieux. Le texte prévoit également une formule d'affranchissement, sous conditions. Enfin, l'inconduite du « maître » (relation sexuelle notamment) entraîne obligation de réparation par le mariage, et passage de la victime à l'état de femme libre.
L'ensemble des articles réglemente les punitions en fixant un barème progressif des sévices selon la gravité de la « faute reprochée » (article 42) avec flagellations, amputation de oreille ou du « jarret » et peine de mort pour une troisième tentative de fuite, pour vol aggravé ou pour réunion. Il y est confirmé explicitement qu'un enfant d'esclaves naît avec une condition d'esclave (article 9). 
Le code noir confirme l'interdiction de toute pratique esclavagiste en France continentale en se référant à l'édit du 3 juillet 1315 du roi Louis X de France qui énonce : « Le sol de France affranchit l'esclave qui le touche » . Cette loi sera scrupuleusement respectée, comme l'attestent toutes les décisions de justice de l'Ancien Régime. Il est ainsi de facto interdit aux marchands d'esclaves de faire débarquer leur « marchandise » en France, sous peine d'en perdre la propriété.

## Ausiècle des Lumières

### Méditerranée

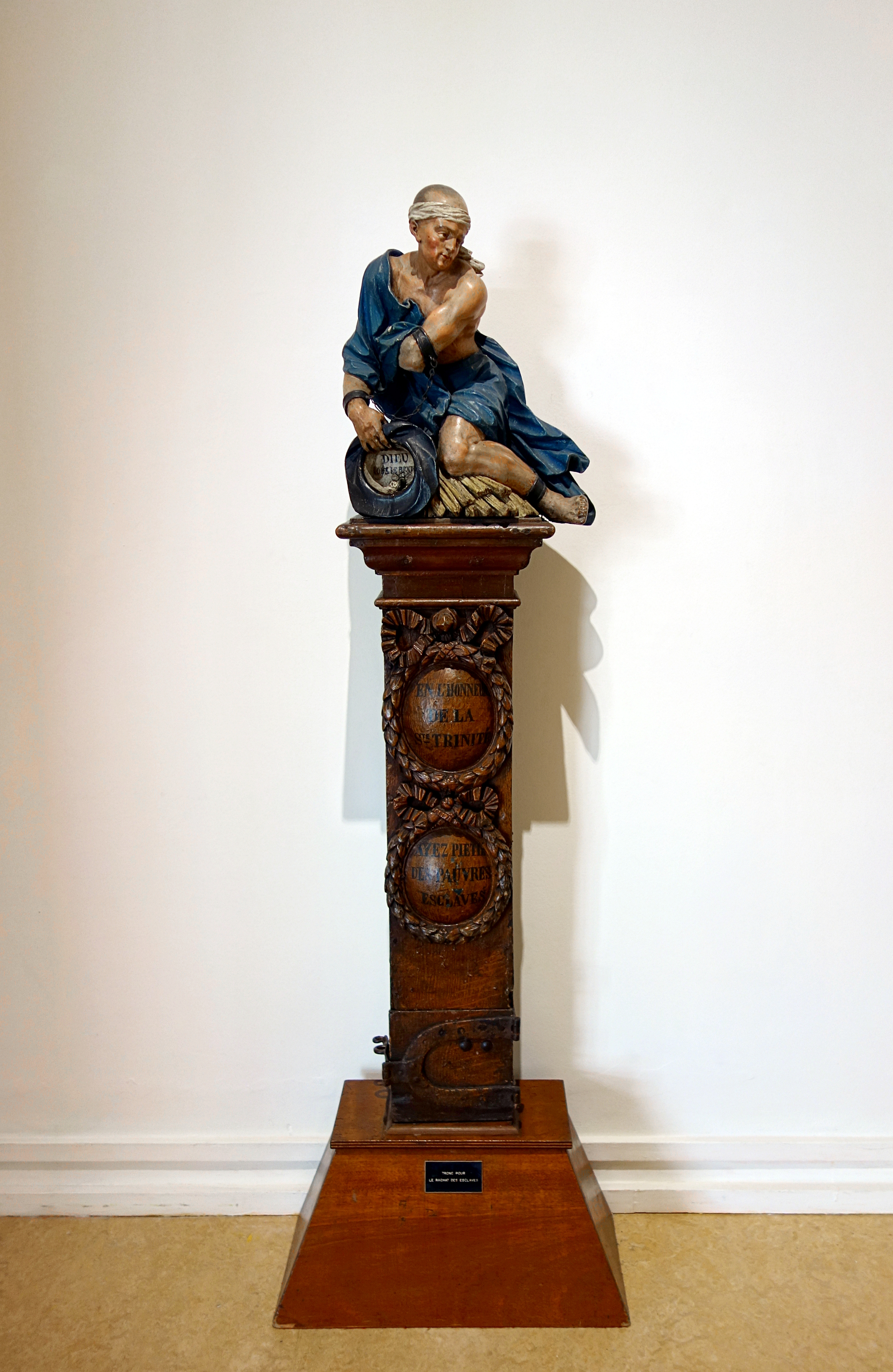
Tronc aux esclaves (vers 1630), au musée des beaux-arts de Dunkerque

Les victimes européennes sont également nombreuses. Des ordres monastiques, comme les Mathurins (aussi appelé Ordre de la très sainte Trinité pour la rédemption des captifs) et les pères de Notre-Dame de la Mercy, encore actifs au XVIIIe siècle, sont chargés d'acheter la liberté des chrétiens capturés par les pirates et réduits en esclavage en Afrique du Nord (Vincent de Paul, Miguel de Cervantes, etc. Par exemple, le 17 octobre 1785, une procession d'esclaves libérés par ces ordres est organisée à Paris jusqu'à la cathédrale Notre-Dame. D'après l’historien Robert C. Davis et Olivier Petre-Grenouilleau, la traite pratiquée par les corsaires maghrébins, alors nommés Barbaresques du XVIe au XIXe siècle aurait réduit plus d’un million d’Européens en esclavage dans les villes d’Alger, Tunis, Tripoli et Salé.

### Amérique

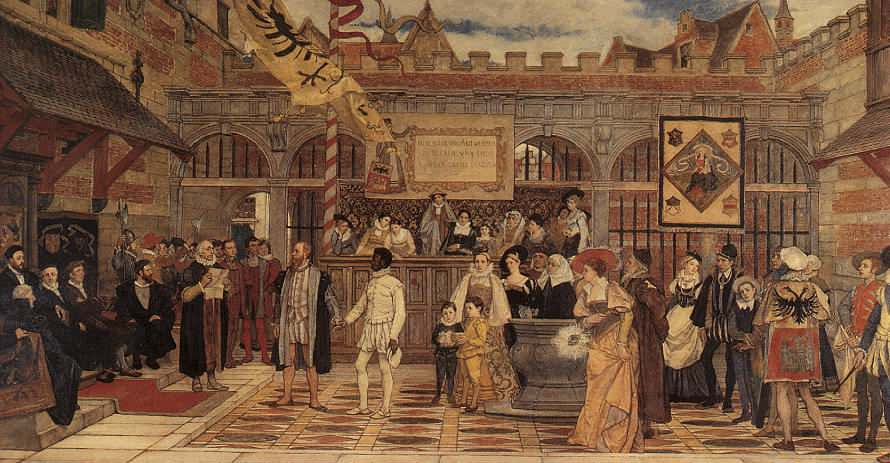
Libération d'un esclave noir, Juliaan de Vriendt, 1864-1935

Pendant cette période, le système esclavagiste atteint son apogée : 6,3 millions d'Africains sont transportés vers les colonies européennes d'Amérique. Ce trafic profite grandement aux ports de Londres, Liverpool, Bristol, Nantes, la Rochelle, Bordeaux, Le Havre, entre autres.
Le nombre d'esclaves déportés d'un continent à l'autre ne prend pas en compte tous ceux morts entre leur capture dans leurs villages africains et la montée sur les bateaux. Certains chercheurs ont estimé que sur dix personnes capturées, une seule embarquait vers le continent américain
Dans les colonies, des missionnaires travaillent également à l'amélioration du traitement des esclaves. Eux-mêmes ont l'autorisation de faire exploiter des terres par des esclaves en quantité limitée et à des fins non lucratives. En 1771, Émilien Petit écrivait dans Droit public ou gouvernement des colonies françaises que les missionnaires ne pouvaient pas « étendre leur habitation au-delà de ce qu'il faut de terre pour employer cent nègres » ; « Le produit du travail de cent nègres a dû et doit suffire à l'entretien des hospices de chaque mission ». D'après Émilien Petit, les biens des missionnaires dépassaient néanmoins les prescriptions :
« Les dominicains ont à la Martinique une sucrerie et cinq cents esclaves (...) à Saint-Domingue, une sucrerie et plus de deux cents Noirs ; (...) Les jésuites avaient à Cayenne et dans le Continent (la Guyane) deux belles sucreries, une cacaotière considérable, une vaste ménagerie ; et sur ces différentes possessions, au moins neuf cents Noirs »
Le 4 mars 1789, la Constitution américaine entre en vigueur et ne remet pas en cause l'esclavage pratiqué dans le sud des États-Unis. L'une de ses dispositions permet aux propriétaires d'esclaves de calculer le nombre de suffrages à partir de l'équation : 1 noir = 3/5 d'un blanc[réf. nécessaire]. En revanche, plusieurs états américains abolissent l'esclavage dès la fin du XVIIIe siècle.